# Hadogenes troglodytes
Espèce
Synonymes
- Ischnurus troglodytes Peters, 1861
- Hadogenes betschuanicus Penther, 1900
- Hadogenes gracilis rhodesianus Hewitt, 1935

Hadogenes troglodytes est une espèce de scorpions de la famille des Hormuridae.

## Distribution
Cette espèce se rencontre en Afrique du Sud, au Botswana et au Zimbabwe et au Mozambique.

## Description

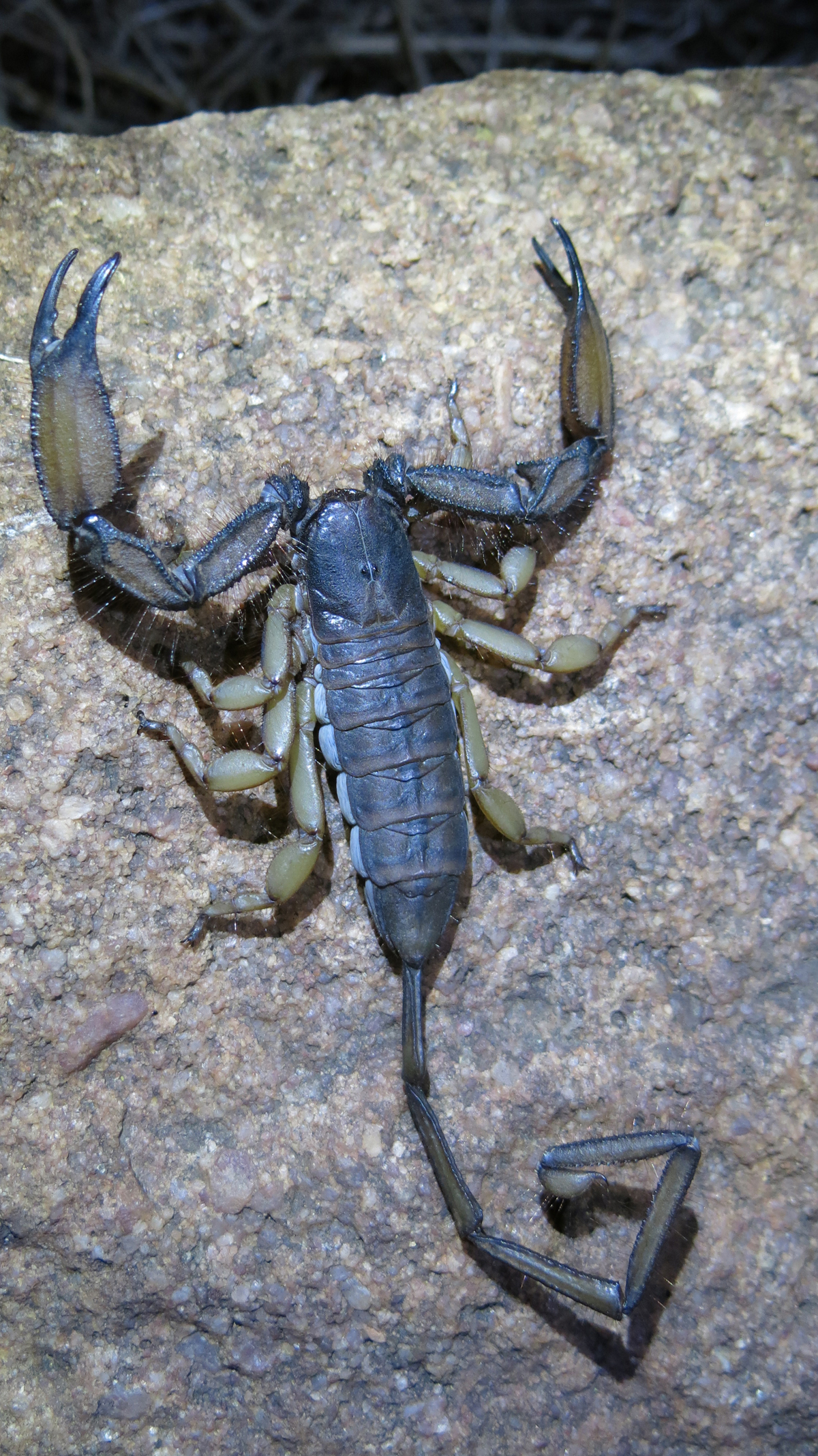
Hadogenes troglodytes

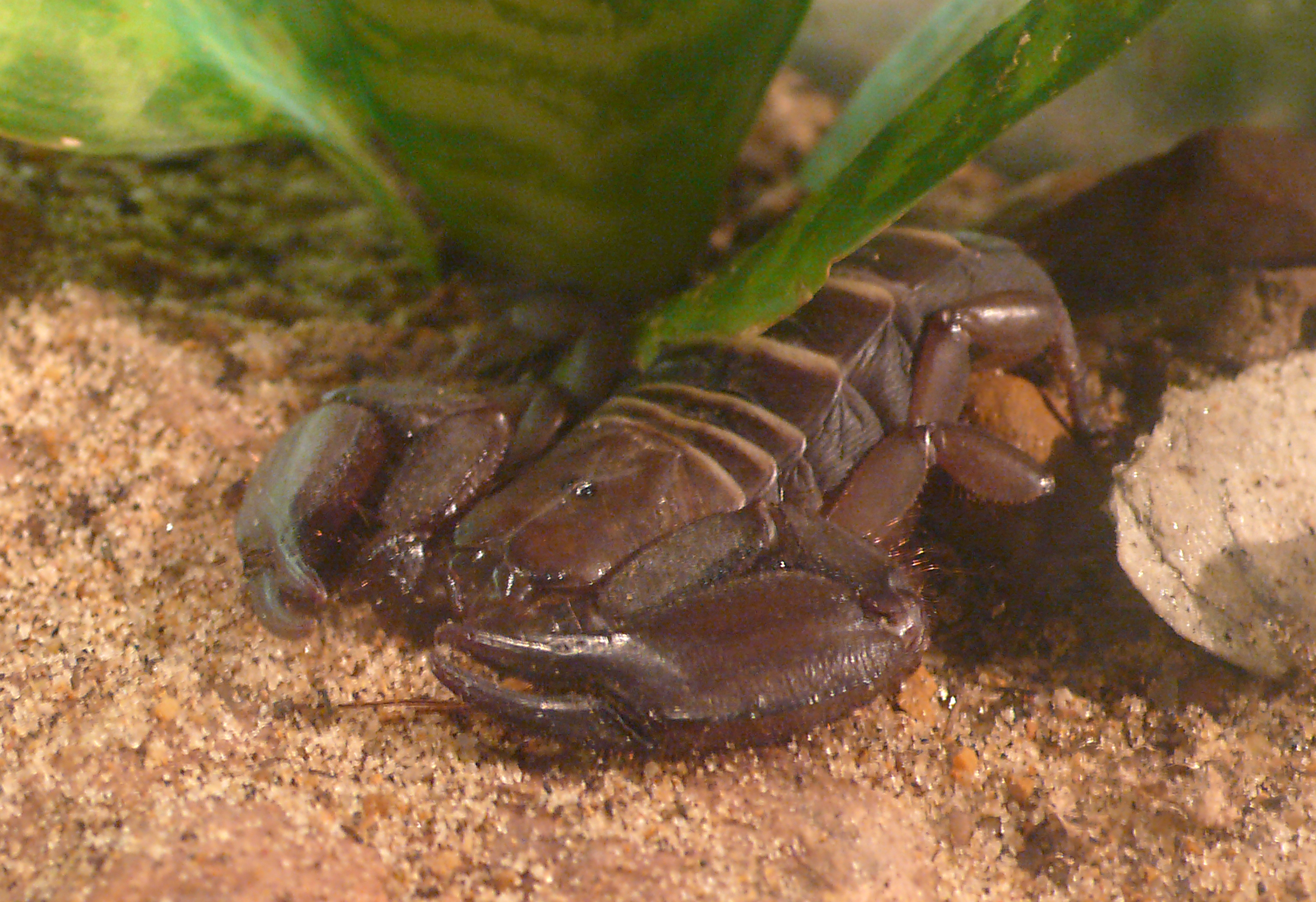
Hadogenes troglodytes

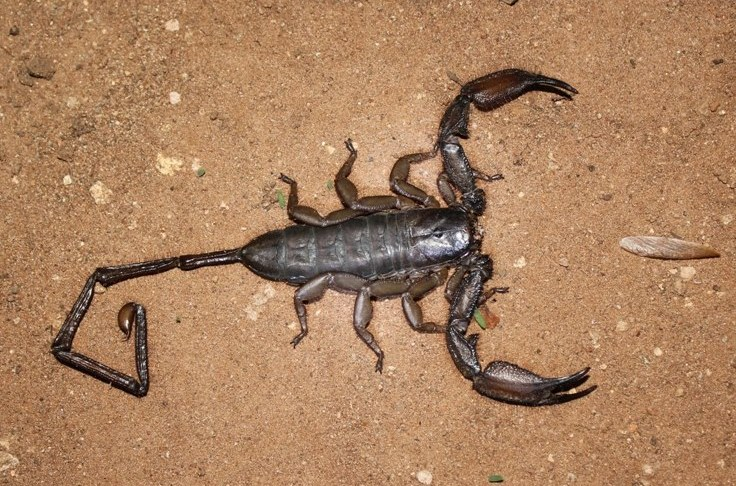
Hadogenes troglodytes

Ce scorpion mesure jusqu'à 210 mm.

## Liste des sous-espèces
Selon The Scorpion Files (18/06/2020) :
- Hadogenes troglodytes crassicaudatus Hewitt, 1918
- Hadogenes troglodytes dentatus Hewitt, 1918
- Hadogenes troglodytes letabensis Werner, 1933
- Hadogenes troglodytes matoppoanus Hewitt, 1918
- Hadogenes troglodytes troglodytes (Peters, 1861)

## Systématique et taxinomie
Cette espèce a été décrite sous le protonyme Ischnurus troglodytes par Peters en 1861. Elle est placée dans le genre Hadogenes par Kraepelin en 1894.

## Publications originales
- Peters, 1861 : Ueber eine neue Eintheilung der Skorpione und ueber die von ihm in Mossambique gesammelten Arten von Skorpionen, aus welchem hier ein Auszug mitgetheilt wird. Monatsberichte der Königlichen Preussischen Akademie der Wissenschaften zu Berlin, vol. 1861, no 1, p. 507–516 (texte intégral).
- Hewitt, 1918 : A survey of the scorpion fauna of South Africa. Transactions of the Royal Society of South Africa, vol. 6, p. 89–192 (texte intégral).
- Werner, 1933 : Die von Dr Fritz Haas auf der Schomburgk-Afrik-Expedition 1931-32 gesammelten Skorpione. Senckenbergiana biologica, vol. 15, no 5/6, p. 323-324.